# Свердловский район (Оренбургская область)
Свердловский район — административно-территориальная единица в составе Оренбургской и Чкаловской областей, существовавшая в 1935—1959 годах. Административный центр — село Богдановка.
Свердловский район был образован в январе 1935 года в составе Оренбургской (в 1938—1957 — Чкаловской) области.
По данным 1945 года включал 15 сельсоветов: Амерхановский, Богдановский, Больше-Ремизенский, Ковыляевский, Кундузлутомакский, Любимовский, Мало-Ремизенский, Мананниковский, Мулюковский, Невежкинский, Николаевский, Преображенский, Приютинский, Саиновский и Шестаковский.
3 апреля 1959 года Свердловский район был упразднён, а его территория передана в Тоцкий район.